# 文化科学
文化科学（ぶんかかがく、独：Kulturwissenschaft）とは、ドイツの哲学者リッケルトによる科学分類であり、対象の一般性を明らかにして法則を定立する「一般法則定立的方法」をとる自然科学に対して、一回かぎりの個性的事象とその因果的可能性を概念的に記述する「個性的・記述的方法」をとる他科学の総称。
人文社会科学(Humanities and Social Sciences)を意味した。しかし、19世紀初頭に社会科学が分離し、人文学(Humanities)・社会科学(Social Sciences)に分けられるようになるとあまり用いられなくなった。ドイツ哲学の影響の強かった日本には、ドイツ哲学者による「精神科学」「文化科学」という言葉の影響を受け、「人文科学」という表現がある。ただし、英語と同じくドイツ語でも「人文学(人文科学)」はHumanitiesであり、自然科学はNaturwissenschaften、社会科学はSozialwissenschaftenである。

## 概要
19世紀末のドイツにおいて、新カント派のリッケルトやヴィンデルバントらは、歴史的諸学が自然科学と異なる点に注目した。すなわち、価値から離れた自然法則を一般的方法により把握するのが自然科学であるのに対し、歴史諸科学は、文化的価値を付与された文化形態、文化的価値関係を個別的な方法で把握するものである。そして、後者を文化科学と呼んだ。
その後、マックス・ウェーバー、カッシーラーらの方法論に影響を与えるなかで、自然科学に対する諸学の総称として従来の精神科学の代わりに用いられるようになった。たとえば、ウェーバーにとって、「何らかの具体的現象を、その十全な現実性において漏れなく因果的に遡及することは、実際上、不可能なだけではなく、まったく無意味」であるから、文化科学は「個々の場合に、ある出来事の『本質的』な構成部分が帰属されるべき原因だけを掴み出す」ものであり、つまりは、法則を探求することでなく具体的な因果連関（個性的な布置連関）を求めることなのである（『社会科学方法論』88～90頁）。